# Kokosov rat
Kokosov rat bio je kratak sukob između vojnika Papue Nove Gvineje i pobunjenika na otoku Espiritu Santo neposredno prije i nakon osamostaljenja Republike Vanuatu 30. srpnja 1980. godine.

## Pozadina
Prije Vanuatuanske neovisnosti, otoci su bili poznati kao Novi Hebridi. Novi Hebridi bili su uređeni kondominij Francuske i Velike Britanije. Godine 1980. Francuska i Velika Britanija složili su se da se Vanuatu odobri neovisnost 30. srpnja 1980. godine.
Početakom lipnja 1980., Jimmy Stevens, vođa pokreta Nagriamel, poveo je ustanak protiv kolonijalnih službenika i planova za neovisnost.
Ustanak je trajao oko 12 tjedana. Pobunjenici su blokirali Zračnu luku Santo-Pekoa, uništena su dva mosta, te je proglašena neovisnost otoka Espirita Santa kao "Države Vemerana". Stevens je podržan od strane zemljoposjednika francuskog govornog područja i zaklade Phoenix, Američka poslovna zaklada podržala je osnivanje slobodnog poreznog utočišta.

## Sukob
Dana 8. lipnja 1980. Vlada Novih Hebrida zatražila je od Velike Britanije i Francuske slanje vojnika za slamanje pobune na otoku Espiritu Santo, ali se nijedna država nije odazvala na poziv. Kako se Dan neovisnosti približavao, novoizabrani premijer Walter Lini,  poslao je poziv u Papua Novu Gvineju da pošalje svoje vojnike i intervenira. Kako su vojnici Papue Nove Gvineje počeli dolaziti na Espiritu Santo, strani su mediji događaje nazvali "Kokosov rat".
Međutim, "rat" je bio kratak i nekonvencionalan, stanovnici Espiritu Santa općenito su pozdravili dolazak vojnika Papua Nove Gvineje kao prijatelje Melanezijce. Stevensovi su sljedbenici bili naoružani samo lukovima, strijelama, kamenjem. Bilo je nekoliko žrtava, a rat je došao do naglog kraja. Kada su na Stevensovo vozilo vojnici otvorili vatru ubili su Stevensovog sina. Ubrzo nakon toga, Jimmy Stevens se predao, navodeći da on nikada nije imao namjeru nauditi bilo kome.
Na suđenu Stevensu otkrivena je povezanost između zaklade Phoenix i Nagriamel pokreta. Također je otkriveno da je francuska vlada tajno podržavala Stevensa u njegovim nastojanjima. Stevens je osuđen na 14 godina zatvora, a ostao je u zatvoru do 1991. godine.

## Vanjske poveznice
- Vanuatu: Povijest: Nezavisnost  Arhivirana inačica izvorne stranice od 18. travnja 2011. (Wayback Machine)